# Кејден Гроувс
Кејден Александер Гроувс (енгл. Kaden Alexander Groves; 23. децембар 1998) аустралијски је професионални бициклиста који тренутно вози за UCI ворлд тур тим — Алпесин—декунинк. Освојио је два пута класификацију по поенима на Вуелта а Еспањи, гдје је остварио седам етапних побједа, док је на Ђиро д’Италији и Тур де Франсу остварио по једну етапну побједу.
Каријеру је почео 2017. године у тиму Сент Џорџ, а 2020. прешао је у аустралијски тим Мичелтон—скот, гдје је у првој сезони остварио двије етапне побједе на Хералд сан туру. Године 2022. возио је своју прву гранд тур трку — Вуелта а Еспању, гдје је остварио једну етапну побједу.
Године 2023. по први пут је возио Ђиро д’Италију, гдје је на другој етапи ударио лактом Давидеа Балеринија и изазвао велики пад у групи у финишу, након чега је побиједио на петој етапи. Крајем сезоне је возио Вуелта а Еспању, гдје је остварио три етапне побједе и освојио је класификацију по поенима, поставши први аустралијски побједник класификације по поенима на Вуелти и пети на гранд тур тркама, након Робија Макјуена, Бајдена Кука и Мајкла Метјуза који су је освојили на Тур де Франсу и Кадела Еванса који је освојио на Ђиро д’Италији.